# Cremastus inflatipes
Cremastus inflatipes là một loài tò vò trong họ Ichneumonidae.